# William Hood Simpson
William Hood Simpson (ur. 18 maja 1888 w Weatherford w stanie Teksas, zm. 15 sierpnia 1980 w San Antonio w Teksasie) – amerykański wojskowy, uczestnik ekspedycji amerykańskiej podczas rewolucji meksykańskiej oraz I wojny światowej, generał z okresu II wojny światowej.

## Życiorys
Urodził się 18 maja 1888 w Weatherford w stanie Teksas. W 1909 ukończył Akademię Wojskową West Point i został wcielony do piechoty. Uczestnik rewolucji meksykańskiej i I wojny światowej. W maju 1917 awansowany na stopień kapitana, służył w 33 Dywizji Piechoty. Podczas działań wojennych na frontach I wojny światowej otrzymał kolejne awanse na majora i podpułkownika.
W latach 1919–1941 odbył szereg spotkań na uczelniach wojskowych, m.in. w latach 1932–1936 wykładał na Pomona College w Claremont w stanie Kalifornia. W połowie 1940 został mianowany dowódcą 9 Dywizji Piechoty w Fort Sam Houston w Teksasie.
Przed przystąpieniem USA do II wojny światowej otrzymał awans na generała majora i dowództwo 35 Dywizji Piechoty, z którą przeniósł się z Camp Robinson w Arkansas do miejsca szkolenia w Kalifornii.
Po promocji na stopień generała porucznika, w maju 1944 został skierowany do Wielkiej Brytanii w celu utworzenia 9 Armii USA. Formacja ta została aktywowana 5 września 1944 w składzie 12 Grupy Armii dowodzonej przez gen. Omara Bradleya w okolicach Brestu we Francji. Brest został wyzwolony 20 września 1944. Następnie na czele 9 Armii walczył w Ardenach i na północy Francji. W listopadzie 1944 po przełamaniu linii Zygfryda walczył w rejonie rzeki Rur. 23 lutego przekroczył rzekę i ruszył w stronę Renu. Po bitwie o Ardeny z 21 Grupą Armii dowodzoną przez marsz. Bernarda L. Montgomery'ego przystąpił do ostatecznego ataku na Niemcy. 4 kwietnia 1945 wraz z 9 Armią powrócił do 12 Grupy Armii.
W ramach pperacji Plunder, Ren został przekroczony 24 marca 1945, na północ od przemysłowego Zagłębia Ruhry. 19 kwietnia 9 Armia nawiązała kontakt z 1 Armią USA gen. Courtneya Hodgesa, co pozwoliło na pełne okrążenie Ruhry.
W czerwcu 1945 powrócił do Stanów Zjednoczonych i podjął się misji w Chinach, a następnie dowodził 2 Armią USA w Memphis w stanie Tennessee. W listopadzie 1946 odszedł na emeryturę. 19 lipca 1954 specjalną uchwałą Kongresu Stanów Zjednoczonych (Public Law 83-508) został awansowany na stopień generała.
Zmarł 15 sierpnia 1980 w San Antonio w stanie Teksas. Został pochowany na Narodowym Cmentarzu w Arlington w stanie Wirginia.

## Odznaczenia
- Distinguished Service Medal – dwukrotnie
- Srebrna Gwiazda (Silver Star)
- Legia Zasługi (Legion of Merit)
- Philippine Campaign Medal
- Mexican Service Medal
- World War I Victory Medal
- Army of Occupation of Germany Medal
- American Defense Service Medal
- American Campaign Medal
- Asiatic-Pacific Campaign Medal
- European-African-Middle Eastern Campaign Medal
- World War II Victory Medal
- Order Imperium Brytyjskiego (Order of the British Empire – Wielka Brytania)
- Krzyż Kawalerski Legii Honorowej (L'Ordre national de la Légion d'honneur – Francja)
- Krzyż Wojenny (Croix de Guerre – Francja)